# Michael Buchheit
Michael Anton Buchheit (* 25. Oktober 1967 in Frankfurt am Main) ist ein ehemaliger deutscher Leichtgewichts-Ruderer, der fünf Medaillen bei Weltmeisterschaften gewann, darunter dreimal Gold.

## Sportliche Karriere
Die internationale Karriere des 1,82 m großen Michael Buchheit begann 1989 bei den Weltmeisterschaften in Bled. Der deutsche Leichtgewichts-Vierer ohne Steuermann gewann den Titel in der Aufstellung Klaus Altena, Stephan Fahrig, Michael Buchheit und Bernhard Stomporowski. Im Jahr darauf bei den Weltmeisterschaften 1990 in Tasmanien siegte der Vierer in der gleichen Besetzung. 1991 bei den Weltmeisterschaften in Wien trat Buchheit mit Kai von Warburg im Leichtgewichts-Doppelzweier an und gewann seinen dritten Weltmeistertitel. 1992 ruderte Buchheit bei den Weltmeisterschaften in Montreal im deutschen Leichtgewichts-Achter und gewann die Bronzemedaille. Seine nächste internationale Medaille gewann Buchheit erst 1995 bei den Weltmeisterschaften in Tampere. Dort erhielt der deutsche Leichtgewichts-Vierer ohne Steuermann mit Oliver Rau, Martin Weis, Buchheit und Stomporowski die Bronzemedaille. Bei den Olympischen Spielen 1996 in Atlanta stand das Leichtgewichts-Rudern erstmals auf dem olympischen Programm. Der deutsche Leichtgewichts-Vierer mit Tobias Rose, Weis, Buchheit und Stomporowski belegte den fünften Platz mit zweieinhalb Sekunden Rückstand auf die Bronzemedaille.
Buchheit war in den Jahren 1989, 1990, 1992, 1995 und 1996 Deutscher Meister im Leichtgewichts-Vierer ohne Steuermann. Daneben gewann er in vier weiteren Leichtgewichts-Bootsklassen Deutsche Meistertitel. 1987 und 1988 war Buchheit, für Germania Düsseldorf startend, Deutscher Meister im Leichtgewichts-Doppelvierer. 1990, 1991 und 1992 war er Deutscher Meister im Leichtgewichts-Achter. 1991 war Buchheit, für den Ruderklub am Wannsee startend, zusammen mit Kai von Warburg Deutscher Meister im Leichtgewichts-Doppelzweier. 1996 siegte er zusammen mit Martin Weis im Leichtgewichts-Zweier ohne Steuermann.